# Ващенки (Белопольский район)
Ващенки (укр. Ващенки) — село,
Куяновский сельский совет,
Белопольский район,
Сумская область,
Украина.
Население в 1988 года составляло 10 человек.
Село ликвидировано в 1994 году .

## Географическое положение
Село Ващенки находится недалеко от истоков реки Куяновка.
На расстоянии в 1 км расположено село Новопетровка.
Рядом проходит автомобильная дорога Т-1917.

## История
- 1994 год — село ликвидировано [1].